# Mestnitsjestvo
De Mestnitsjestvo (Russisch: местничество) was een feodalistisch hiërarchisch systeem binnen Rusland van de 15e tot de 17e eeuw. De naam is afgeleid van mesto, wat "plaats" betekent in het Russisch. Het systeem was gebaseerd op het principe dat de bojaar die vermoedde dat zijn afkomst verder terugging en zijn diensten aan de tsaar meer waardevol waren, een hogere post kon claimen binnen het burgerlijk en militair staatsbestel van het land. Dit principe leidde onder de adellijken vaak tot veel twisten over de betrouwbaarheid van hun afkomst en de waarde van hun diensten voor de tsaar.
Door de mestnitsjestvo was het voor mensen die zeer bekwaam waren, maar niet konden pochen over hun voorouderlijke afkomst, onmogelijk om hoge staatsposten te bezetten. Andersom leidde het ook soms tot onbekwame staatsbestuurders, daar die bekende achternamen hadden, maar kwaliteit geen vereiste was om dergelijke posten te vervullen.
Toen Rusland zich steeds meer bewoog in de richting van een absolute monarchie, waarbij het centrale principe de creatie van een gecentraliseerde bureaucratie was, die directe verantwoordelijkheid moest afleggen aan de tsaar en daarmee minder tijd overbleef om elkaars posities te bevechten, verloor de mestnitsjestvo aan belang. Daarbij dijde het rijk uit en werd de vraag naar bekwame militaire topambtenaren voor de verdediging van het land steeds groter, wat de gang naar de afschaffing ervan versnelde. Onder tsaar Fjodor III werd de mestnitsjestvo uiteindelijk afgeschaft in zijn sterfjaar 1682.